# Gấu Pooh xinh xắn
Gấu Pooh xinh xắn (tên gốc tiếng Anh: Winnie-the-Pooh) là cuốn đầu tiên trong bộ truyện về Gấu Pooh do nhà văn A. A. Milne sáng tác và E. H. Shepard minh họa, được xuất bản lần đầu tiên vào năm 1926. Cuốn sách có nội dung xoay quanh những cuộc phiêu lưu của chú gấu bông Pooh và những người bạn gồm Lợn Con Piglet, Lừa Eeyore, Cú và Thỏ. Kangaroo mẹ Kanga, và kangaroo con Roo được giới thiệu ở phần sau của cuốn sách. Nhân vật Hổ Tigger không xuất hiện trong phần truyện này mà được giới thiệu trong cuốn sách thứ hai, Ngôi nhà ở Góc Gấu Pooh, xuất bản năm 1928.
Một số chương trong sách được chuyển thể từ các tập truyện ngắn đã ấn hành trước đó. Ví dụ như chương thứ nhất được chuyển thể từ "The Wrong Sort of Bees",một truyện ngắn được đăng trên tờ London Evening News vào số Giáng sinh năm 1925. Các chương trong sách có thể được đọc độc lập vì mang tính riêng lẻ và nội dung không liên quan nhiều tới các chương trước đó. Năm 2003, Gấu Pooh xinh xắn lọt vào danh sách khảo sát Big Read của BBC.

## Nội dung
1. Trong đó chúng ta được làm quen với chú Gấu Pooh xinh xắn cùng vài Con Ong, và câu chuyện bắt đầu
2. Trong đó Gấu Pooh đi thăm hỏi và lâm vào một hoàn cảnh khó khăn
3. Trong đó Gấu Pooh cùng Lợn Con đi săn và suýt thì bắt được một chú chồn Woozle
4. Trong đó bác Lừa Eeyore mất một cái đuôi còn Gấu Pooh lại tìm được một cái
5. Trong đó Lợn Con gặp một gã Vỏi Vòi Voi
6. Trong đó bác Lừa Eeyore tổ chức sinh nhật và nhận được hai món quà
7. Trong đó kanguru mẹ Kanga và kanguru con Roo tới khu rừng và Lợn Con đi tắm
8. Trong đó Christopher Robin dẫn đầu một đoàn thớm hiểm tới Bắc Cực
9. Trong đó Lợn Con bị nước bủa vây khắp xung quanh
10. Trong đó Christopher Robin mở tiệc mừng Gấu Pooh và chúng ta tạm biệt nhau

## Bản dịch
Tác phẩm đã được dịch ra nhiều thứ tiếng, trong đó có tiếng Latin và tiếng Việt. Bản dịch tiếng Latin của Lénárd Sándor (Alexander Lenard) mang tên Winnie ille Pu được xuất bản lần đầu vào năm 1958, và tới năm 1960, nó trở thành cuốn sách tiếng nước ngoài đầu tiên lọt vào danh sách bán chạy của New York Times, và cũng là cuốn sách Latin duy nhất xuất hiện trong danh sách này. Tác phẩm cũng được dịch sang tiếng Esperanto vào năm 1972 bởi Ivy Kellerman Reed và Ralph A. Lewin dưới tên Winnie-La-Pu. Tại Việt Nam, Gấu Pooh xinh xắn được xuất bản bởi Nhà xuất bản Hội Nhà văn.

## Chuyển thể
Gấu Pooh xinh xắn là cuốn đầu tiên trong bộ sách xuất bản vào thập niên 1920 về Gấu Pooh và những người bạn. Bộ sách này vốn được chuyển thể từ loạt truyện ngắn do Milne sáng tác được đăng trên các tạp chí Punch, St. Nicholas Magazine, Vanity Fair và nhiều đầu báo khác, trước khi được tổng hợp lại thành tuyển tập. Các tạp chí đã thuê nhiều họa sĩ khác nhau vẽ tranh minh họa cho những tác phẩm của Milne, bao gồm J. H. Dowd, Reginald Birch, E. H. Shepard, A. H. Watson. Theo một bài viết của nhà báo Ross Kilpatrick xuất bản trên tờ Queens Quarterly (105/4) năm 1998 với tựa "Gấu Pooh và mối liên kết với Canada", chương đầu tiên trong cuốn sách được Milne chuyển thể từ câu chuyện "Teddy Bear's Bee Tree" ("Cây Ong của gấu bông"), do nhà văn Canada Charles G. D. Roberts sáng tác. Với việc hãng Disney mua lại bản quyền của Gấu Pooh từ Stephen Slesinger và A.A. Milne Estate vào những năm 1960, tuyến truyện của Milne đã được sử dụng trong phim hoạt hình Winnie the Pooh and the Honey Tree. Tạo hình của Pooh được Disney chuyển thể từ hình ảnh Gấu Pooh Mỹ với chiếc áo đỏ nổi tiếng do Stephen Slesinger sáng tạo và sử dụng trong thương mại từ những năm 1930.

## Cuốn tiếp theo
Cuốn sách tiếp nối của Gấu Pooh xinh xắn có tựa đề Ngôi nhà ở Góc Gấu Pooh, cũng do Milne sáng tác. Sách được xuất bản lần đầu tiên vào năm 1928.